# 말라얀산악가시쥐
말라얀산악가시쥐(Maxomys inas)는 쥐과에 속하는 설치류의 일종이다. 말레이시아에서만 발견된다.

## 특징
꼬리 길이 135~167mm를 제외한 몸길이가 124~162mm인 중형 설치류로 발 길이는 30~33mm, 귀 길이는 18~22mm이다. 몸무게는 최대 105g이다.

## 생태
땅에서 주로 생활하는 육상 종이다.

## 분포 및 서식지
말레이반도의 산악 지대에 널리 분포한다. 해발 900m 이상의 산지 숲에 서식한다.